# Speak Now World Tour
Speak Now World Tour là chuyến lưu diễn thứ hai của nữ ca sĩ kiêm sáng tác nhạc người Mỹ Taylor Swift nhằm quảng bá cho album phòng thu thứ ba của cô, Speak Now (2010). Chuyến lưu diễn bắt đầu vào ngày 9 tháng 2 năm 2011 tại Singapore rồi tiếp tục xuyên qua châu Á, châu Âu, Bắc Mỹ và châu Đại Dương trước khi kết thúc vào ngày 18 tháng 3 năm 2012 tại Auckland, New Zealand.

## Bối cảnh
—Swift bày tỏ sự hào hứng của mình về chuyến lưu diễn.
Sau khi phát hành Fearless vào năm 2008, Swift liền bắt tay vào thực hiện dự án tiếp theo. Cô tự thân đảm nhiệm sáng tác hầu hết các bài hát và đồng sản xuất album cùng Nathan Chapman. Trong một chương trình phát sóng trực tuyến từ Nashville vào tháng 7 năm 2010, Swift xác nhận sẽ phát hành album phòng thu thứ ba với tựa đề Speak Now vào ngày 25 tháng 10 cùng năm, đồng thời khẳng định sẽ lập kế hoạch lưu diễn vòng quanh thế giới sau khi album ra mắt. Từ giữa tháng 10 năm 2010, Swift đã bắt đầu ấn định ngày diễn tại Anh, Pháp, Đức, Tây Ban Nha, Na Uy và Nhật Bản. Ở Philippines, công ty Ovation Production xác nhận Swift sẽ tổ chức một buổi hòa nhạc tại Manila vào tháng 2 năm 2011 nhưng vẫn chưa chọn ngày diễn mãi cho đến đầu tháng 11. Sau ngày album lên kệ, Swift tiếp tục thêm các đêm diễn tại Bỉ, Hà Lan, Hong Kong, Singapore, Hàn Quốc, Ireland và Bắc Ireland.
Ngày 23 tháng 11 năm 2010, Swift chính thức công bố chuyến lưu diễn mang tên Speak Now World Tour trên trang web chính thức của mình. Lịch trình bao gồm toàn bộ những ngày diễn đã công bố tại châu Âu, châu Á cộng với các đêm diễn mới tại Ý, Hoa Kỳ và Canada, khởi động tại Singapore vào ngày 9 tháng 2 và kết thúc vào ngày 8 tháng 10 năm 2011 tại Arlington sau 87 đêm diễn. Tuy nhiên, Swift vẫn chưa xác nhận địa điểm biểu diễn tại nhiều thành phố ở Bắc Mỹ, ngoại trừ những nơi mà chương trình tổ chức tại các sân vận động như Detroit, Pittsburgh, Foxborough, Philadelphia, thành phố Kansas và Arlington. Tại Đức, chuyến lưu diễn định ghé thăm Oberhausen và Munich lần lượt vào ngày 12 và 14 tháng 3. Tuy nhiên, do trùng lắp với các hoạt động quảng bá của Swift, đêm nhạc tại Munich đã không thể diễn ra. Ngày 1 tháng 12 năm 2010, ban nhạc Needtobreathe xác nhận tham gia chuyến lưu diễn với vai trò là người mở màn trong suốt chặng Bắc Mỹ. Tháng 1 năm 2011, Swift dời Lexington xuống cuối hành trình sau khi thêm một đêm diễn khác tại St. Louis, hai đêm diễn ngày 19 và 20 tháng 7 tại thành phố New York cũng bị dời về Newark. Đầu tháng 3 năm 2011, cô thông báo thêm bảy nghệ sĩ mở màn theo ngày chọn lọc cho chặng Bắc Mỹ, bao gồm Frankie Ballard, Danny Gokey, Hunter Hayes, Josh Kelley, Randy Montana, James Wesley và Charlie Worsham. Cũng trong tháng 3, Swift quyết định kéo dài lịch diễn đến tháng 11, ấn định thêm 16 ngày diễn tại Hoa Kỳ, trong đó có hai đêm diễn cho khán giả New York, đồng thời thông báo thêm hai nghệ sĩ mở màn Adam Brand và David Nail. Cuối tháng 4, nữ ca sĩ bổ sung Jacksonville vào hành trình. Ngày 10 tháng 8 năm 2011, lịch diễn cho khán giả châu Đại Dương được công bố, gồm sáu buổi diễn tại Úc và New Zealand. Tham gia mở màn cho chặng cuối là ban nhạc Hot Chelle Rae.

## Tóm tắt buổi diễn
Buổi diễn bắt đầu bằng lời độc thoại của Swift với thông điệp "nếu bạn biết rõ cảm giác thực sự của mình và điều bạn muốn nói...[Đừng chần chừ, hãy] nói ngay!" Sau đó, nữ ca sĩ xuất hiện ở cuối sàn diễn "giữa một bức màn dày khói trắng" để mở đầu chương trình với "Sparks Fly" trong khi một vài vũ công vẫy những cây pháo sáng trên trần nhà. Cô tiếp tục trình bày "Mine" cùng một cây đàn guitar điện màu đỏ trước khi dành ra vài phút giao lưu với khán giả rồi chuyển sang biểu diễn "The Story of Us", nơi vũ công "diễn lại câu chuyện của bài hát" bằng "những vũ đạo tràn đầy năng lượng". Buổi diễn tiếp tục khi một vũ công diện trang phục theo phong cách vintage nhảy điệu clacket bật một công tắc điện và Swift nhảy lên từ dưới sân khấu. Từ đó, cô mang băng cầm và cùng các thành viên trong ban nhạc ăn mặc như những người trong nông trại lần lượt trình diễn "Our Song" và "Mean" trước một thềm nhà kiểu đồng quê Mỹ. Dẫn dắt vào tiết mục tiếp theo là một màn tuyết giả phủ đầy sân khấu, Swift diện một chiếc đầm trắng xanh khi biểu diễn "Back to December" kết hợp với "Apologize" của ban nhạc OneRepublic và "You're Not Sorry" ở cuối bài trên một cây đàn piano trắng nằm phía trước một chiếc cầu nơi tám vũ công chơi violin. "Better Than Revenge" bắt đầu bằng một đoạn "thư thoại vui nhộn" trước khi Swift xuất hiện trên cây cầu để trình bày bài hát và "diễn cảnh đánh nhau với một cô gái". Ở cuối tiết mục, hai thành viên trong ban nhạc có một màn độc tấu guitar sau khi nữ ca sĩ biến mất khỏi sân khấu.

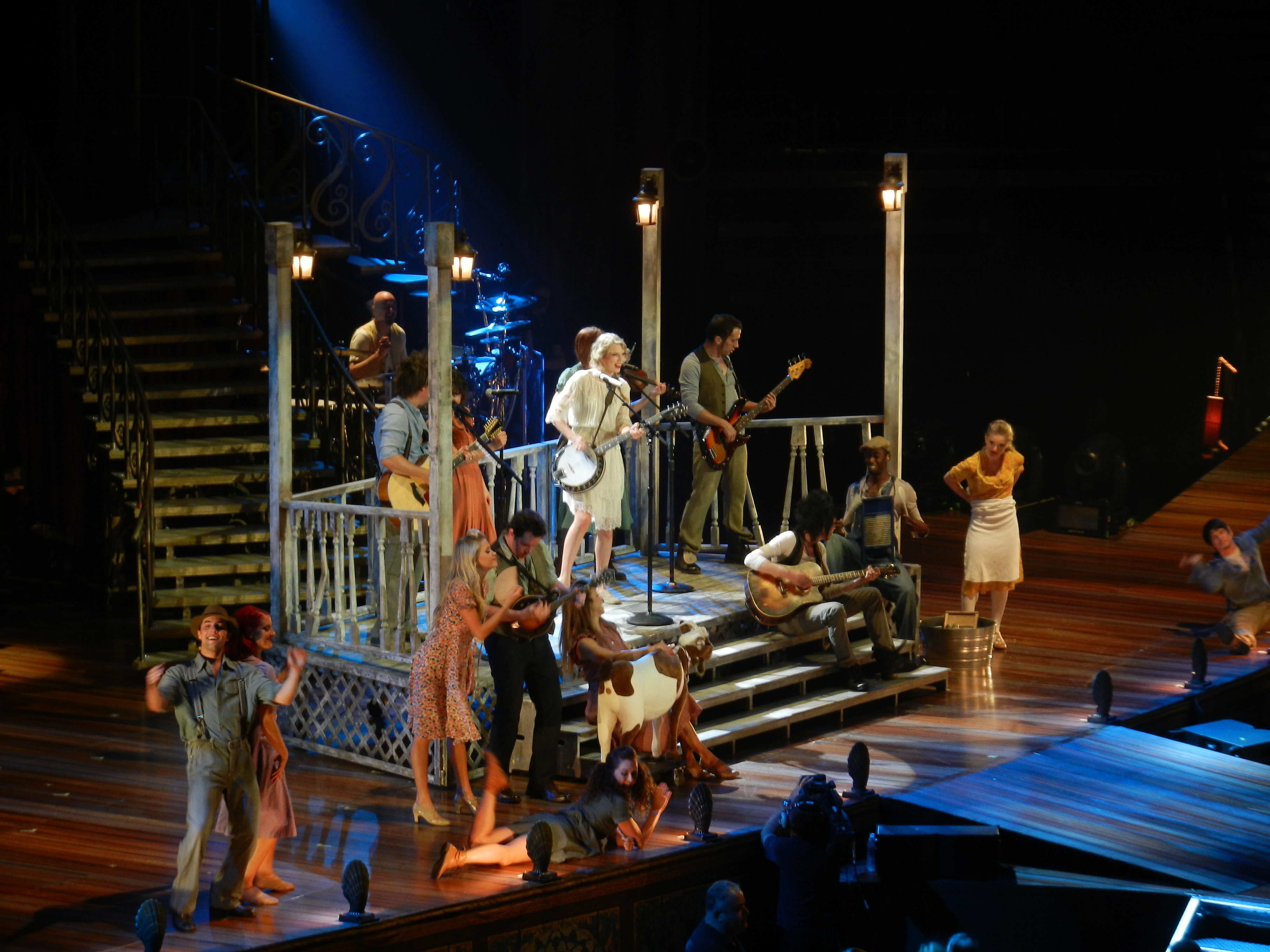
Swift và ban nhạc trình diễn trước một thềm nhà kiểu đồng quê Mỹ trong "Our Song" và "Mean" tại Vancouver.

Bối cảnh sân khấu chuyển thành lễ cưới trong "Speak Now", nơi Swift "cướp chú rể" và dẫn anh ta đi xuyên qua khán giả để đến sân khấu B. Tại đó, cô lần lượt trình diễn liên khúc "Fearless" kết hợp với "Hey, Soul Sister" của ban nhạc Train và "I'm Yours" của Jason Mraz bằng ukulele, "Last Kiss" bằng đàn guitar trước khi đến với "You Belong with Me". Swift lần nữa đi xuyên qua khán giả để về lại sân khấu chính, nơi cô kết thúc bài hát cùng "những điệu nhảy sôi động". Trong "Dear John", một tràng pháo sáng xuất hiện từ trần nhà sau khi Swift hát đoạn điệp khúc. "Enchanted" là tiết mục tiếp theo, nơi vũ công hóa trang thành những diễn viên múa ba lê giữa một "khu vườn đẹp mê hoặc". "Haunted" bắt đầu khi Swift dùng búa đánh mạnh vào một chiếc chuông khổng lồ trước khi cô trình diễn bài hát trong lúc ba vũ công xuất hiện từ ba chiếc chuông treo trần nhà và thực hiện những động tác nhào lộn trên không. Sau khi nhanh chóng thay đổi phục trang, nữ ca sĩ mang cây đàn guitar lấp lánh để trình diễn "Long Live" cùng ban nhạc và gởi lời cảm ơn đến khán giả. Trở lại sân khấu sau lần thay phục trang cuối cùng, Swift trình diễn "Fifteen" bằng đàn guitar 12 string trên một chiếc ghế sofa trong khi hình ảnh các thành viên trong ban nhạc ở tuổi 15 và hiện tại hiện lên trên màn hình. Buổi diễn kết thúc với "Love Story", nơi nữ ca sĩ dùng một chiếc ban công bay để di chuyển xung quanh địa điểm biểu diễn còn các vũ công đu mình trên không trung. Những tràn pháo hoa và pháo giấy xuất hiện ở cuối tiết mục, Swift cùng đoàn hát của mình chào tạm biệt khán giả trước khi tấm màn đỏ chắn trước sân khấu đóng lại.
Bố cục các buổi diễn tại châu Âu và châu Á không có nhiều thay đổi. Khi mở đầu chương trình với Sparks Fly, Swift xuất hiện đằng sau một tấm màn màu đen. Cô liên tục trình diễn bốn bài hát trước khi thay đổi phục trang và trở lại trình diễn Speak Now cùng hai ca sĩ hát bè theo phong cách một nhóm nhạc nữ vào thập niên 1960. Sau khi di chuyển đến sân khấu B và hoàn thành liên khúc "Fearless", "Hey, Soul Sister", "I'm Yours" cùng ukulele, nữ ca sĩ đeo cây đàn guitar 12 string để trình diễn "Fifteen". Swift diện một chiếc đầm trắng dài khi trình diễn "Enchanted" trong khi hình ảnh "một khu rừng ma thuật" hiện lên trên màn hình. Ở cuối tiết mục, cô lột bỏ chiếc đầm để lộ bộ trang phục còn lại và tiếp tục buổi diễn với "Long Live".

## Thương mại

### Lượng vé bán

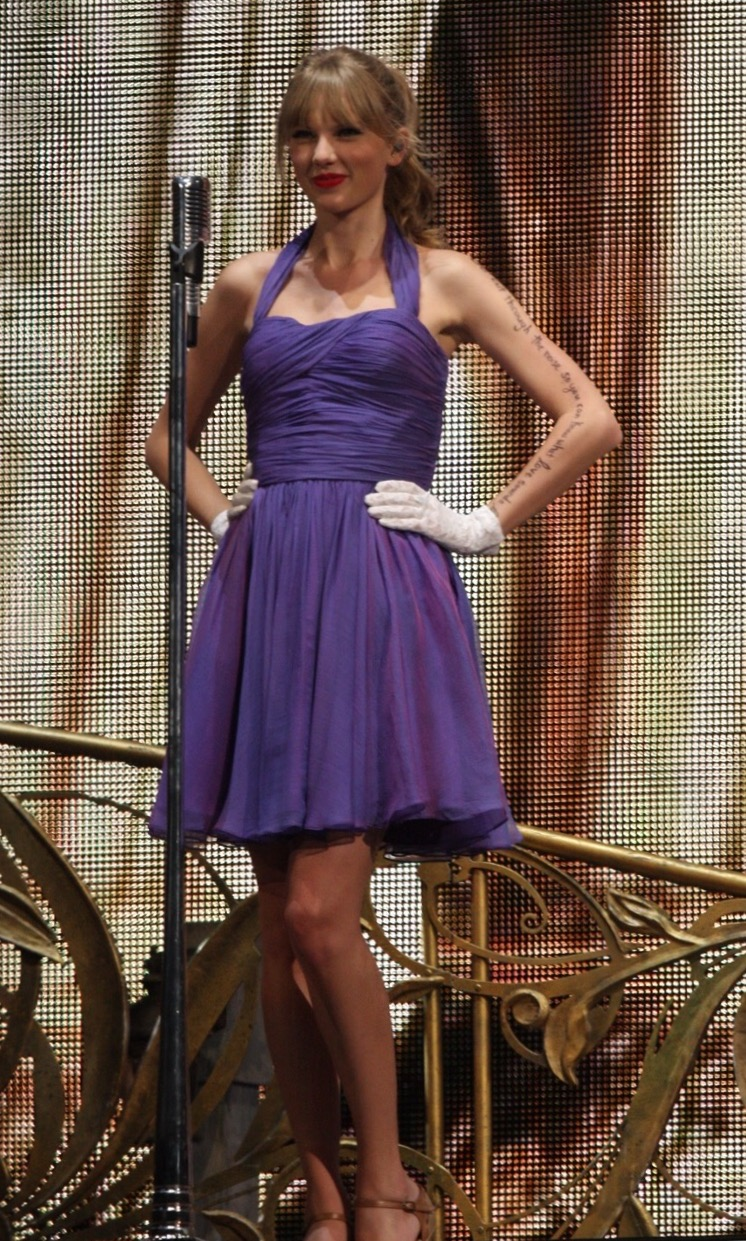
Swift trình diễn "Speak Now" tại Sydney vào tháng 3 năm 2012.

Vé cho một số đêm diễn tại châu Âu và châu Á đã bắt đầu bán từ cuối tháng 10 năm 2010, sớm nhất là các thành phố ở Anh, nơi khán giả có thể mua vé từ ngày 22 tháng 10. Đợt vé đầu tiên tại Bắc Mỹ bắt đầu chào bán từ ngày 3 tháng 12, gồm 10 đêm diễn tổ chức từ ngày 25 tháng 6 đến ngày 3 tháng 9 năm 2011. Toàn bộ các đêm diễn trong đợt này đều hết sạch vé ngay trong ngày. Swift chỉ tốn hai phút để bán hết hai đêm diễn tại Los Angeles trong khi mất năm phút để tẩu tán sạch hơn 55.000 vé tại Foxborough. Tình trạng tương tự vẫn tiếp diễn tại nhiều nơi khác như Newark, Detroit và Philadelphia trong các đợt bán vé sau. Do nhu cầu cao, nữ ca sĩ tăng cường thêm năm ngày diễn nữa tại Foxborough (26 tháng 6), Newark (23 và 24 tháng 7) và Los Angeles (27 và 28 tháng 8). Louis Messina, chủ tịch tập đoàn AEG, cho biết Swift rất quan tâm về giá vé và cố giữ chúng ở mức phải chăng cho tất cả mọi người. Tùy thuộc vào thị trường, ban tổ chức có sự điều chỉnh giá vé khác nhau. Những thị trường bình thường như thành phố Bossier có mức giá lần lượt là 29,50 USD, 59 USD và 69 USD trong khi những thị trường chính như Los Angeles và thành phố New York thì có giá vé có cao hơn nhưng không quá nhiều. Jesse Lawrence từ Forbes cho biết giá vé trung bình của chuyến lưu diễn trên thị trường chợ đen ở mức 177,43 USD, cao hơn so với chuyến lưu diễn tiếp theo của cô, The Red Tour, mà  giá vé trung bình cho hầu hết các đêm diễn ở mức 176 USD. Hai ngày diễn tại thành phố New York có giá vé đắt nhất với mức giá trung bình lần lượt là 461,97 USD và 539,34 USD, trong khi giá vào cổng ở mức 109 USD và 139 USD.
Sau khi vé chào bán tại châu Đại Dương vào ngày 26 tháng 8 năm 2011, Swift ngay lập tức thông báo thêm bốn đêm diễn tại Auckland, Melbourne, Sydney và Brisbane trước tốc độ bán hết nhanh chóng tại những thành phố này. Riêng tại Melbourne và Auckland, nhu cầu vé vẫn tăng cao nên ban tổ chức tiếp tục bổ sung vào lịch trình thêm hai đêm diễn nữa, lần lượt vào ngày 12 và 18 tháng 3 năm 2012. Michael Coppel, đại diện từ công ty quảng bá Michael Coppel Presents, chia sẻ với Billboard rằng lượng vé tiêu thụ của chuyến lưu diễn tại Úc và New Zealand "rất lớn", đồng thời kì vọng nữ ca sĩ sẽ bán nhiều vé hơn Beyoncé, Rihanna, Lady Gaga và Katy Perry. Swift chỉ đứng sau Justin Timberlake về lượng vé tiêu thụ tại đấu trường Vector ở Auckland với ba đêm diễn cháy vé theo Coppel tại thời điểm của bài viết. Cô còn là nữ nghệ sĩ đầu tiên trong lịch sử trình diễn tại sân vận động Heinz Field của Pittsburgh.

### Doanh thu phòng vé
Billboard bắt đầu tiết lộ doanh thu cụ thể của từng đêm diễn vào cuối tháng 6 năm 2011 và lần lượt công bố trong các tháng tiếp theo cho đến khi chuyến lưu diễn kết thúc. Trong các bảng xếp hạng của Pollstar vào tháng 7 năm 2011, Speak Now World Tour lần lượt đứng thứ 10 trong danh sách "2011 Mid-Year Top 50 Worldwide Tours" và thứ 6 trong "2011 Mid-Year Top 100 North American Tours", thu về hơn 42,9 triệu USD (55.808 triệu USD theo thời giá năm 2022) từ 630.882 vé tiêu thụ sau 38 buổi diễn tại 33 thành phố, trong đó 29,5 triệu USD (38.376 triệu USD theo thời giá năm 2022) đến từ 18 đêm diễn tại Hoa Kỳ và Canada.
Tháng 12 năm 2011, chuyến lưu diễn xếp ở vị trí thứ 5 trong "Top 25 Tours of 2011" của Billboard, kiếm hơn 97,4 triệu USD (126.706 triệu USD theo thời giá năm 2022) từ 1.356.720 vé sau 89 buổi diễn, trong đó có 87 buổi diễn cháy vé. Tổng doanh thu trong năm 2011 đạt 107,9 triệu USD (140.366 triệu USD theo thời giá năm 2022) với hơn 1,5 triệu vé tiêu thụ theo thống kê của Billboard Boxscore. Pollstar lại đưa ra số liệu khác, báo cáo chuyến lưu diễn thu về 104,2 triệu USD (135.552 triệu USD theo thời giá năm 2022) từ 1.470.505 vé. Đây là chuyến lưu diễn có doanh thu cao thứ tư trên toàn cầu, cao nhất đối với một nghệ sĩ nhạc đồng quê, cao nhất đối với một nghệ sĩ hát đơn và cao nhất đối với một nghệ sĩ nữ trong năm 2011. Speak Now World Tour còn đạt thành công tại Bắc Mỹ khi tẩu tán hơn 1.365.318 vé, thu về 97,7 triệu USD (127.097 triệu USD theo thời giá năm 2022), đứng vị trí thứ hai trong danh sách "2011 Year-End Top 200 North American Tours", đồng thời từng là chuyến lưu diễn có doanh thu cao nhất đối với một nghệ sĩ nhạc đồng quê tại khu vực này trước khi bị The Red Tour của chính Swift vượt qua vào năm 2013. Cô cũng là nghệ sĩ chiếm nhiều vị trí nhất trong bảng xếp hạng "2011 Year-End Top 200 Concert Grosses" (tính tại Bắc Mỹ) khi sở hữu đến 22 vị trí. Theo Billboard, chỉ riêng các đêm diễn tại Hoa Kỳ đã đem về cho Swift lợi nhuận hơn 29,8 triệu USD (38.766 triệu USD theo thời giá năm 2022).
Cuối tháng 3 năm 2012, Billboard tiết lộ số liệu phòng vé cuối cùng, báo cáo 12 đêm diễn tại châu Đại Dương thu về trên 15,8 triệu USD từ 137.879 vé, nâng tổng doanh thu của chuyến lưu diễn lên 123,7 triệu USD (157.678 triệu USD theo thời giá năm 2022). Tổng cộng có hơn 1,6 triệu khán giả tham dự 110 đêm diễn trong vòng 13 tháng. Đến tháng 6 năm 2012, Pollstar công bố doanh thu tại Úc và New Zealand đạt 17 triệu với 138.431 vé tiêu thụ. Speak Now World Tour đứng ở thứ 40 trong danh sách "2012 Mid-Year Top 50 Worldwide Tours" và thứ 86 trong "2012 Year-End Top 100 Worldwide Tours". Các đêm diễn tại Melbourne và Sydney lọt vào bảng xếp hạng "2012 Year-End Top 100 International Boxoffice" lần lượt ở vị trí thứ 78 và thứ 90. Theo các số liệu thống kê của Pollstar trong cả hai năm 2011 và 2012, chuyến lưu diễn thu về hơn 121,2 triệu USD (154.491 triệu USD theo thời giá năm 2022) từ 1.608.936 vé.

## Đánh giá chuyên môn

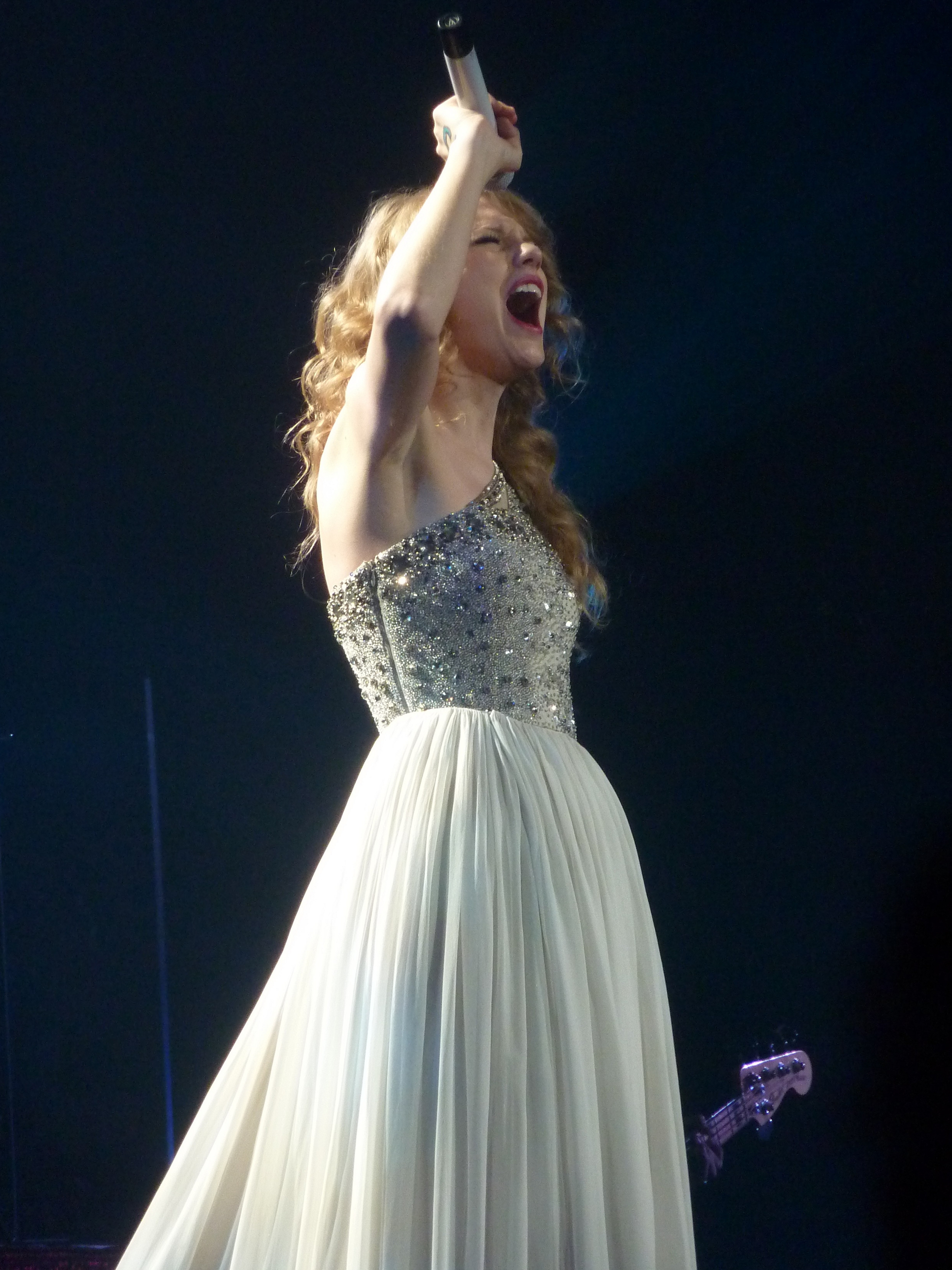
Swift trình diễn "Enchanted" tại Paris vào tháng 3 năm 2011

Melisa Maerz từ tạp chí Entertainment Weekly cho đêm diễn đầu tiên tại Newark điểm A-, viết rằng "đối với Swift, mỗi ngày là một câu chuyện cổ tích, và Speak Now Tour không phải là một ngoại lệ". Jon Parales từ The New York Times nhận thấy Speak Now vang lên "đều đặn một cách chuyên nghiệp" và "Swift, 21 tuổi, là siêu sao" của "hàng ngàn cô gái đang hát theo và la hét". Ông còn gọi bài hát của nữ ca sĩ là "những câu chuyện tường thuật cô đọng và êm tai". Maura Johnston từ The Village Voice tuyên bố Swift là "một trong những ngôi sao hàng đầu trên thế giới" bởi "cô hát một cách rõ ràng về tình yêu, tình bạn và những khoảng thời gian tồi tệ liên quan, với lời bài hát được đăng đi rồi đăng lại dưới dạng blog liên tục trên Tumbrl cùng những đoạn hook cay đắng khiến mọi người ngân nga theo...Sự khác biệt giữa những người nhạy cảm bình thường và Swift là [họ] không viết những xúc cảm xảy ra hàng ngày thành bài hát và trình diễn trước hàng ngàn người mỗi đêm. Swift [cùng] các nghệ sĩ trên không và những tràng pháo sáng đã giúp cho những xúc cảm giận dữ và nhiều khoảnh khắc của niềm vui trở nên nổi bật." James Reed từ The Boston Globe tỏ ra thán phục trước màn diễn dưới trời mưa tại Foxborough của Swift và nhận thấy nữ ca sĩ trình diễn tiến bộ hơn so với Fearless Tour. Ông cũng đề cao việc Swift có đầu tư hơn về mặt nghệ thuật sân khấu nhưng vẫn đảm bảo được giọng hát của mình. Tham dự đêm nhạc tại thành phố New York, Annie Reuter từ Billboard cảm thấy Madison Square Garden như bị thu nhỏ thành căn phòng khách của Swift mỗi khi cô đưa khán giả vào câu chuyện của mình, đồng thời ghi nhận màn trình diễn "Enchanted" và khoảnh khắc Swift di chuyển xuyên qua khán giả để đến sân khấu B là những điểm nổi bật của chương trình.
Andrew Barker từ tạp chí Variety dành lời tán dương cho khả năng trình diễn "ngày càng thú vị" của Swift và khẳng định buổi diễn là "một cảnh tượng tuyệt đỉnh mà có thể trở thành bước ngoặt trong sự nghiệp của cô". Tuy nhận định Swift không phải là một trong những ca sĩ có giọng hát khỏe nhất, ông vẫn khen ngợi cô vì "cách làm việc thông minh trong giới hạn của chính mình", nhất là qua các màn diễn acoustic, nơi giọng hát của nữ ca sĩ chiếm ưu thế. Sophie Schillaci từ The Hollywood Reporter cũng có cùng suy nghĩ tương tự, cho rằng những khoảnh khắc tuyệt nhất của Swift là lúc cô độc tấu cùng các nhạc cụ, chẳng hạn như trong màn trình diễn "Back To December". Schillaci mô tả chương trình như "một bữa tiệc nhảy và hát theo hấp dẫn dành cho khán giả" và nhận thấy sự thay đổi liên tục của cảnh quan, trang phục, kiểu tóc và các nhạc cụ đã giúp cho buổi diễn không quá nhàm chán. August Brown từ Los Angeles Times gọi Swift là "nàng thi sĩ nổi tiếng trong thể loại lãng mạn của thiên niên kỉ mới", đồng thời khen ngợi khả năng "sáng tác phong phú" của cô và tỏ ra thích thú trước buổi diễn, viết rằng "Swift đã hoàn thành nhiệm vụ khó nhất của cô ở cương vị là một người viết nhạc và là một nhà trình diễn." Jim Harrington từ San Jose Mercury News nhận định giọng hát của Swift "là phương tiện truyền đạt tốt nhất cho những ca khúc của cô". Ông khen ngợi mặt nghệ thuật sân khấu "được thiết kế một cách khéo léo khiến khán giả cảm thấy như đang lạc vào một thế giới cổ tích" và lại "không nặng tính trào phúng như Fearless Tour".

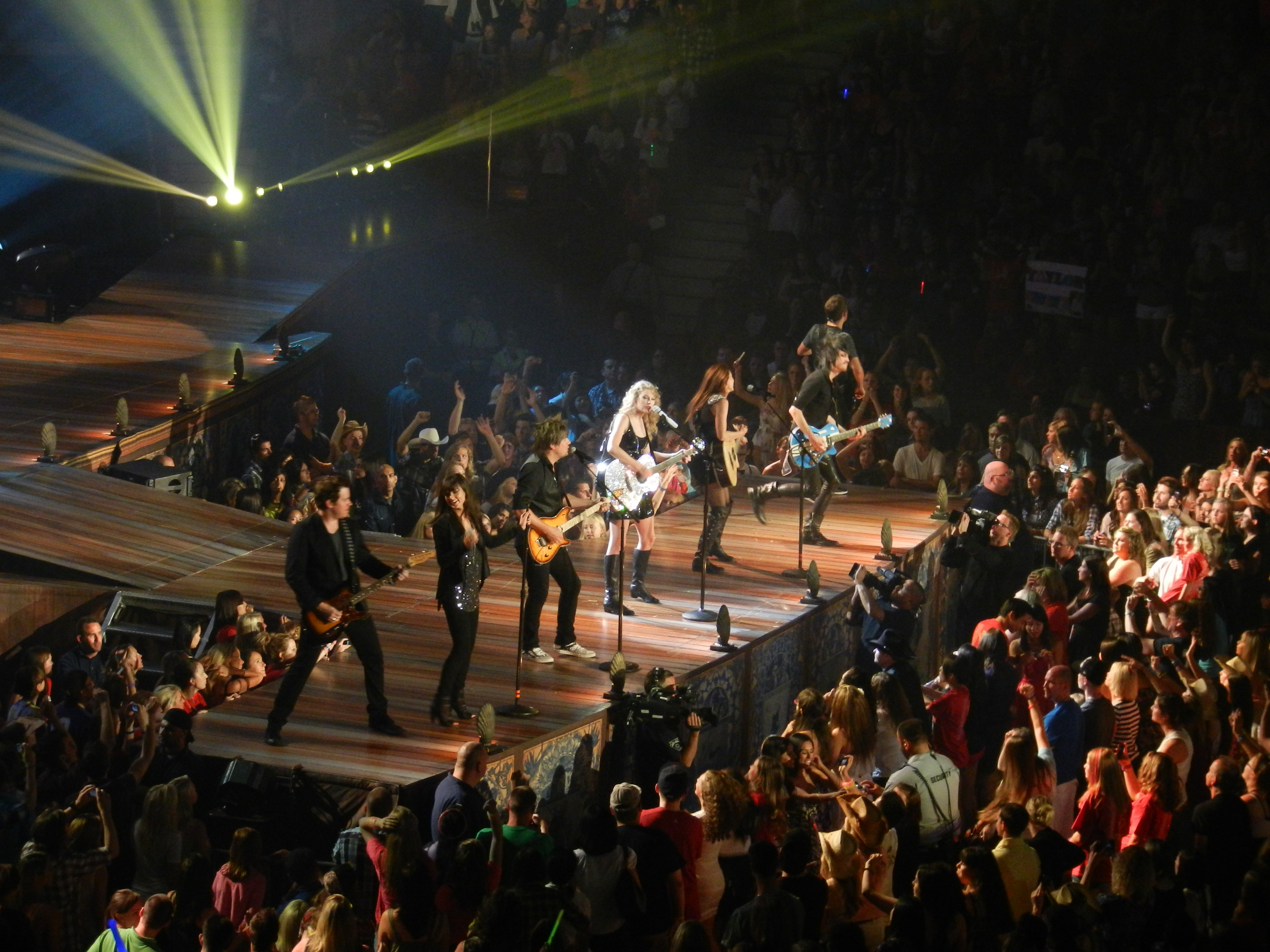
Swift trình diễn "Long Live" cùng ban nhạc của cô tại Vancouver vào tháng 9 năm 2011.

Đánh giá đêm diễn tại Seoul cho tờ The Korea Times, Ines Min cho rằng Swift quyến rũ Hàn Quốc bằng phong cách và sự rạng rỡ của cô cùng giọng hát chân thành với cao độ tuyệt vời nhưng lại nhận định việc Swift thường bị áp đảo bởi các nhạc cụ và hai ca sĩ hát bè đã khiến cô không giấu được những lỗ hổng khi trình diễn trực tiếp cũng như thấy rằng sự cổ vũ của khán giả đôi khi lấn át cả tiếng nhạc. Chris Cairns từ Belfast Telegraph gọi Swift là "hoa khôi của buổi khiêu vũ" tại đấu trường Odyssey, đồng thời khẳng định đêm diễn "thực sự là một chương trình thú vị đã góp phần chứng minh vì sao cô là một trong những nghệ sĩ có lượng đĩa bán chạy nhất ngày nay". Dorian Lynskey từ The Guardian phong tặng đêm diễn tại Luân Đôn bốn trên năm sao, mô tả Swift như "một người chị lớn điềm tĩnh, tài năng: quyến rũ, gần gũi, ân cần một cách nhiệt tình, tự tin nhưng cũng khiêm tốn". Ludovic Hunter-Tilney của tờ Financial Times cũng phong tặng đêm diễn bốn sao, nhận thấy buổi diễn của Swift đã tái hiện xuất sắc một Nashville thật hào nhoáng và chân thực, đồng thời khen ngợi cô có một giọng hát trong trẻo và mạnh mẽ. Tham dự đêm diễn đầu tiên tại Úc, Polly Coufos từ The Australian so sánh quy mô của chuyến lưu diễn với The Circus Tour của Britney Spears về quá trình dàn dựng nhưng khẳng định đêm nhạc của Swift "có hồn nhiều hơn. [Nữ ca sĩ] biết rõ khán giả của mình [và] nhận thức được độ tuổi của nhiều người xem" nên phục trang và phong cách biểu diễn của cô không quá gợi dục. Tiếp tục bài đánh giá, Coufos khen ngợi nữ ca sĩ và đội ngũ thực hiện, viết rằng "dù [Swift] không có một giọng hát mạnh mẽ nhưng cô đã thực hiện hết sức có thể. Các vũ công và thành viên trong ban nhạc luôn luôn làm cho mọi thứ trở nên bắt mắt và bắt tai.[...] Nghệ thuật dựng kịch cân xứng với sự quyến rũ một cách đơn giản. Cô đã đưa 16.000 khán giả vào câu chuyện thầm kín của mình khi chia sẻ nguồn gốc của mỗi bài hát". Cuối cùng, cây bút này kết luận Swift vẫn là "một luồng sinh khí mới trong thị trường nhạc Pop".

### Thành tích
Speak Now World Tour là sự kiện âm nhạc được ưa chuộng nhất tại các thành phố Hartford, Atlanta và Orlando. Kelvin C.Jonson từ St. Louis Post-Dispatch ghi nhận buổi diễn tại Trung tâm Scottrade là một trong những đêm nhạc đáng nhớ nhất năm 2011 tại St. Louis, trong khi Nate Chinnen từ The New York Times xếp buổi diễn ngày 22 tháng 11 tại Madison Square Garden ở vị trí thứ 10. Tại Giải thưởng Lưu diễn Billboard năm 2011, chuyến lưu diễn thắng ở hạng mục "Buổi hòa nhạc được quảng bá tốt nhất", đồng thời nhận hai đề cử cho "Màn kết hợp tốt nhất" và "Sự lựa chọn từ người hâm mộ của Eventful". Sang năm 2012, Swift lần nữa góp mặt trong danh sách đề cử của giải này vẫn tại hạng mục "Màn kết hợp tốt nhất" và "Sự lựa chọn từ người hâm mộ của Eventful" nhưng đều không giành chiến thắng. Cô cũng hai lần nhận đề cử cho "Nghệ sĩ Lưu diễn của năm" tại Giải Âm nhạc Đồng quê Mỹ trong năm 2011 và 2012. Tại Giải Âm nhạc châu Âu của MTV năm 2012, nữ ca sĩ giành chiến thắng ở hạng mục "Trình diễn Trực tiếp Xuất sắc nhất". Speak Now World Tour còn đem về cho Swift một số đề cử tại các hạng mục "Chuyến lưu diễn của năm" tại Giải thưởng Pollstar lần thứ 23, "Nghệ sĩ Lưu diễn hàng đầu" tại Giải thưởng âm nhạc Billboard năm 2012, "Nghệ sĩ Lưu diễn được yêu thích nhất" tại Giải Sự lựa chọn của Công chúng và "Sản xuất Âm thanh cho chuyến lưu diễn" tại giải thưởng TEC.

## Ghi hình và phát sóng

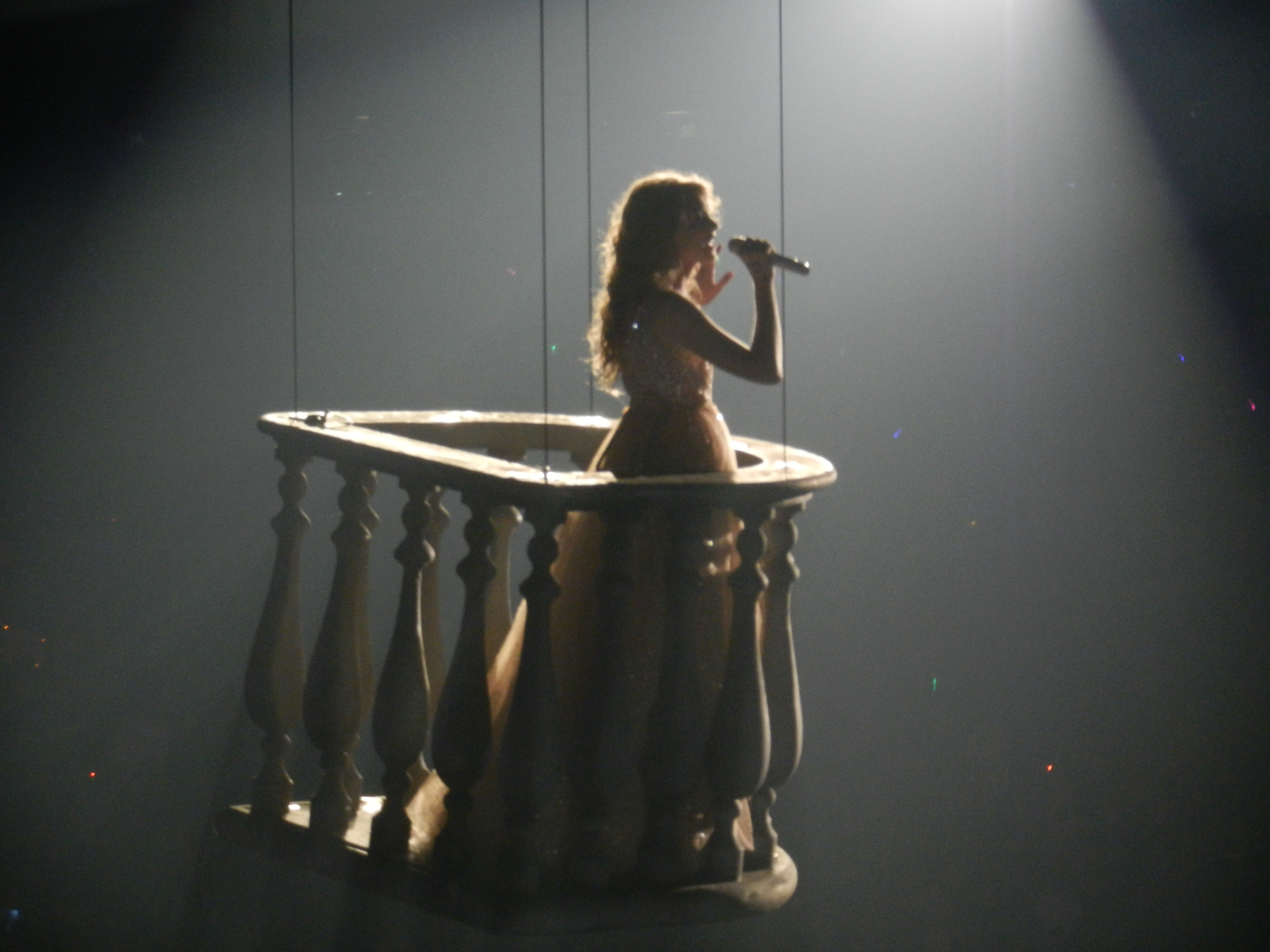
Swift trình diễn "Love Story" trong khi di chuyển xung quanh địa điểm biểu diễn bằng một chiếc ban công bay.

Hai màn trình diễn "Mine" và "The Story of Us" trong đêm nhạc gây quỹ "Speak Now...Help Now" tại Nashville đã được truyền trực tiếp thông qua Facebook, My Space, trang web chính thức của Swift và dịch vụ truyền dữ liệu Ustream vào lúc 9 giờ theo giờ miền Trung Bắc Mỹ ngày 21 tháng 5 năm 2011. Đoạn phim cũng bao gồm thông tin hướng dẫn khán giả cách thức ủng hộ các nạn nhân. Video âm nhạc cho đĩa đơn "Sparks Fly" tập hợp nhiều phân cảnh trình diễn của Swift tại một số thành phố, trong đó có cả buổi diễn dưới trời mưa ở Foxborough. Màn trình diễn Our Song giữa Swift và khách mời đặc biệt Ellen DeGeneres cộng với một số thước phim hậu trường của nữ ca sĩ tại Los Angeles được phát sóng trực tiếp trong chương trình The Ellen DeGeneres Show mùa thứ 9 vào ngày 14 tháng 9 năm 2011. Trong chương trình 60 Minutes vào ngày 20 tháng 11 năm 2011, kênh CBS cho phát sóng nhiều thước phim hậu trường và phân cảnh trình diễn, ghi hình chủ yếu tại Los Angeles. Vào năm 2017, nữ ca sĩ công bố độc quyền một số video hậu trường trên kênh Taylor Swift NOW thông qua dịch vụ truyền dữ liệu DirecTV.
Ngày 21 tháng 9 năm 2011, Swift thông báo phát hành album Speak Now World Tour – Live dưới định dạng CD/DVD và CD/Bluray vào ngày 21 tháng 11 cùng năm thông qua hãng đĩa Big Machine Records. CD là album trực tiếp đầu tiên của Swift, có độ dài khoảng 75 phút với 13 bài hát. DVD và Bluray gồm 18 màn trình diễn ghi hình từ nhiều buổi hòa nhạc khác nhau cộng với video hậu trường của chuyến lưu diễn và một đoạn phim gia đình. Album đạt hơn 77.000 bản trong tuần đầu phát hành tại Hoa Kỳ, mở đầu tại vị thứ 11 trên bảng xếp hạng Billboard 200 nhưng lại vươn đến vị trí thứ hai trong Billboard Top Country Album. Tính đến tháng 7 năm 2014, album đã vượt ngưỡng 346.000 bản chỉ tính riêng tại thị trường Hoa Kỳ. Album còn đạt đến vị trí thứ 25 ở Canada trong khi dẫn đầu Top Country Album của Úc, nơi DVD ba lần đạt chứng nhận Bạch kim bởi ARIA.

## Danh sách tiết mục
Danh sách tiết mục trong các đêm diễn tại châu Âu và châu Á.
1. "Sparks Fly"
2. "Mine"
3. "The Story of Us"
4. "Back to December" (kết hợp với "Apologize" và "You're Not Sorry")
5. "Better Than Revenge"
6. "Speak Now"
7. "Fearless" (kết hợp với "Hey, Soul Sister" và "I'm Yours")
8. "Fifteen"
9. "You Belong with Me"
10. "Dear John"
11. "Enchanted"
12. "Long Live"

Hát lại
1. "Love Story"

Danh sách tiết mục trong đêm diễn ngày 27 tháng 5 năm 2011 tại Omaha. Đây không phải là danh sách đại diện và đã được thay đổi trong nhiều đêm diễn khác nhau.
1. "Sparks Fly"
2. "Mine"
3. "The Story of Us"
4. "Our Song"
5. "Mean"
6. "Back to December" (kết hợp với "Apologize" và "You're Not Sorry")
7. "Better Than Revenge"
8. "Speak Now"
9. "Fearless" (kết hợp với "Hey, Soul Sister" và "I'm Yours")
10. "Last Kiss"
11. "You Belong with Me"
12. "Dear John"
13. "Enchanted"
14. "Haunted"
15. "Long Live"

Hát lại
1. "Fifteen"
2. "Love Story"

Bài hát thêm
- Trong một số đêm diễn như tại Houston, Swift trình diễn "Never Grow Up" trên sân khấu B.[112]
- Trong nhiều đêm diễn ở Bắc Mỹ như tại Denver, Houston, thành phố New York, Swift trình diễn phiên bản acoustic của "Ours" trong phần hát lại.[71][112][113] Khi lưu diễn tại châu Đại Dương vào năm 2012, nữ ca sĩ trình diễn bài hát này trên sân khấu B.[28][114]
- Trong đêm diễn tại thành phố Kansas, Swift trình diễn phiên bản acoustic của "Superman".[115]
- Trong một số đêm diễn tại châu Đại Dương, Swift bổ sung thêm "Safe and Sound" vào phần hát lại.[116][117]
- Trong đêm diễn thứ hai tại Auckland, Swift trình diễn phiên bản acoustic của "Eyes Open".[118]

Khách mời đặc biệt
- 22 tháng 8 năm 2011 - Los Angeles: "Baby" với Justin Bieber.[119]
- 24 tháng 8 năm 2011 - Los Angeles: "I'm Yours" với Jason Mraz.[32]
- 27 tháng 8 năm 2011 - Los Angeles: "Tonight Tonight" với Hot Chelle Rae.[120]
- 28 tháng 8 năm 2011 - Los Angles: "Super Bass" với Nicki Minaj,[121] Ellen DeGeneres tham gia trình diễn cùng Swift trong "Our Song".[96]
- 10 tháng 9 năm 2011 - Vancouver: "She's So High" với Tal Bachman.[122]
- 16 tháng 9 năm 2011 - Nashville: "Bleed Red" với Ronnie Dunn và "That's What You Get" với Halley William từ ban nhạc Paramore.[123][124]
- 17 tháng 9 năm 2011 - Nashville: "Keep Your Head Up" với Andy Grammer,[125] "Big Star" với Kenny Chesney, and "Just to See You Smile" with Tim McGraw.[126]
- 1 tháng 10 năm 2011 - Atlanta: "Yeah!" với Usher.[127]
- 2 tháng 10 năm 2011 - Atlanta: "Live Your Life" với T.I..[127]
- 8 tháng 10 năm 2011 - Arlington: "Airplanes" với B.o.B.[128]
- 21 tháng 10 năm 2011 - Glendale: "Meant to Live" với Jon Foreman từ ban nhạc Switchfoot.[27]
- 22 tháng 10 năm 2011 - Glendale: "The Middle" với Jim Adkins từ ban nhạc Jimmy Eats World.[129]
- 26 tháng 10 năm 2011 - Austin: "Sunny Came Home" với Shawn Colvin.[130]
- 5 tháng 11 năm 2011 - Houston: "Just a Dream" với Nelly.[112]
- 13 tháng 11 năm 2011 - Miami: "Right Round" với Flo Rida.[131]
- 18 tháng 11 năm 2011 - Columbia: "Alright" với Darius Rucker.[132]
- 21 tháng 11 năm 2011 - Thành phố New York: "Iris" với John Rzeznik từ nhóm Goo Goo Dolls.[71]
- 22 tháng 11 năm 2011 - Thành phố New York: "Who Says" với Selena Gomez và Fire and Rain với James Taylor.[133]

Bài hát hát lại
Đây là danh sách một số bài hát của nhiều nghệ sĩ mà Swift đã hát lại trên sân khấu B trong suốt chặng Bắc Mỹ, không phải tất cả.
- 15 tháng 7 năm 2011 - Toronto: "You Learn" của Alanis Morissette, "Baby" của Justin Bieber và "She's So High" của Tal Bachman.[134]
- 20 tháng 7 năm 2011 - Newark: "Livin' On a Prayer" của Bon Jovi và "Dancing in the Dark" của Bruce Springsteen.[135]
- 23 tháng 7 năm 2011 - Newark: "Cowboy Take Me Away" của Dixie Chicks.[136]
- 28 tháng 7 năm 2011 - Grand Rapids: "Lose Yourself" của Eminem và "Smile" của Uncle Kracker.[137][138]
- 29 tháng 7 năm 2011 - Indianapolis: "Jack and Diane" của John Mellencamp và  "I Want You Back" của The Jackson 5.[120]
- 3 tháng 8 năm 2011 - Washington D.C.: "Stay" của Lisa Loeb và "A Sorta Fairytale" của Tori Amos.[139]
- 6 tháng 8 năm 2011 - Philadelphia: "Who Knew" của Pink và "Unpretty" của TLC.[140]
- 9 tháng 8 năm 2011 - Rosemont: "Sugar, We're Going Down" của Fall Out Boy.[141]
- 10 tháng 8 năm 2011 - Rosemont: "I Want You To Want Me" của Cheap Trick.[120]
- 13 tháng 8 năm 2011 - St. Louis: "Just a Dream" của Nelly.[29]
- 18 tháng 8 năm 2011 - Edmonton: "Complicated" của Carolyn Dawn Johnson.[142]
- 24 tháng 8 năm 2011 - Los Angeles: "God Only Knows" của The Beach Boys và "The Sweet Escape" của Gwen Stefani.[32]
- 1 tháng 9 năm 2011 - San Jose: "Drops of Jupiter" của ban nhạc Train.[74]
- 2 tháng 9 năm 2011 - San Jose: "Good Ridden (Time of Your Life)" của Green Day.[120]
- 10 tháng 9 năm 2011 - Vancouver: "Summer of '69" của Bryan Adams.[122]
- 16 tháng 9 năm 2011 - Nashville: "Nashville" của David Mead.[143]
- 20 tháng 9 năm 2011 - Thành phố Bossier: "Lucky" của Britney Spears.[144]
- 27 tháng 9 năm 2011 - Denver: "How to Save a Life" của The Fray.[113]
- 1 tháng 10 năm 2011 - Atlanta: "Baby Girl" của Sugarland.[145]
- 4 tháng 10 năm 2011 - North Little Rock: "Ain't Nothing 'Bout You" của Brooks & Dunn.[146]
- 5 tháng 10 năm 2011 - New Orleans: "Breathless" của Better Than Ezra.[35]
- 8 tháng 10 năm 2011 - Arlington: "The Boys of Summer" của Don Henley.[147]
- 11 tháng 10 năm 2011 - Louisville: "The Back of Your Hand" của Dwight Yoakam.[148]
- 14 tháng 10 năm 2011 - Lubbock: "Wide Open Spaces" của Dixie Chicks.[149]
- 15 tháng 10 năm 2011 - Thành phố Oklahoma: "What Hurts The Most" của Rascal Flatts.[149]
- 20 tháng 10 năm 2011 - San Diego: "Dare You To Move" của Switchfoot.[150]
- 21 tháng 10 năm 2011 - Glendale: "No Parade" của Jordin Sparks.[27]
- 22 tháng 10 năm 2011 - Glendale: "All You Wanted" của Michelle Branch.[129]
- 25 tháng 10 năm 2011 - San Antonio: "Run" của George Strait.[151]
- 26 tháng 10 năm 2011 - Austin: "Hold On" của Jack Ingram.[130]
- 30 tháng 10 năm 2011 - Memphis: "Cry Me a River" của Justin Timberlake.[152]

## Lịch trình
| Ngày                 | Thành phố          | Quốc gia    | Địa điểm                            | Nghệ sĩ mở màn                              | Số người tham dự              | Doanh thu    |
| Châu Á               | Châu Á             | Châu Á      | Châu Á                              | Châu Á                                      | Châu Á                        | Châu Á       |
| -------------------- | ------------------ | ----------- | ----------------------------------- | ------------------------------------------- | ----------------------------- | ------------ |
| 9 tháng 2 năm 2011   | Singapore          | Singapore   | Sân vận động trong nhà Singapore    | Sezairi Sezali                              | 8.964 / 8.964                 | $916.850     |
| 11 tháng 2 năm 2011  | Seoul              | Hàn Quốc    | Nhà thi đấu Thể dục dụng cụ Olympic | —                                           | 4.725 / 4.725                 | $385.374     |
| 13 tháng 2 năm 2011  | Osaka              | Nhật Bản    | Hội trường Osaka-jō                 | Johnny Saito                                | 6.953 / 6.953                 | $758.113     |
| 16 tháng 2 năm 2011  | Tokyo              | Nhật Bản    | Nippon Budokan                      | Johnny Saito                                | 15.955 / 15.955               | $1.738.227   |
| 17 tháng 2 năm 2011  | Tokyo              | Nhật Bản    | Nippon Budokan                      | Johnny Saito                                | 15.955 / 15.955               | $1.738.227   |
| 19 tháng 2 năm 2011  | Manila             | Philippines | Smart Araneta Coliseum              | Sam Concepcion                              | 12.667 / 12.667               | $859.037     |
| 21 tháng 2 năm 2011  | Hồng Kông          | Trung Quốc  | AsiaWorld–Arena                     | Johnny Saito                                | 12.573 / 12.573               | $1.030.633   |
| Châu Âu              |                    |             |                                     |                                             |                               |              |
| 6 tháng 3 năm 2011   | Brussels           | Bỉ          | Forest National                     | Tom Dice                                    | 4.622 / 4.622                 | $219.212     |
| 7 tháng 3 năm 2011   | Rotterdam          | Hà Lan      | Ahoy                                | Tom Dice                                    | 4.799 / 4.799                 | $248.314     |
| 9 tháng 3 năm 2011   | Oslo               | Na Uy       | Oslo Spectrum                       | —                                           | 8.650 / 8.650                 | $815.246     |
| 12 tháng 3 năm 2011  | Oberhausen         | Đức         | Đấu trường König Pilsener           | Martin and James                            | 6.082 / 6.082                 | $370.028     |
| 15 tháng 3 năm 2011  | Milan              | Ý           | Mediolanum Forum                    | Emma Marrone                                | 3.421 / 3.421                 | $153.303     |
| 17 tháng 3 năm 2011  | Paris              | Pháp        | Zénith de Paris                     | Double Bed                                  | 3.598 / 3.598                 | $201.781     |
| 19 tháng 3 năm 2011  | Madrid             | Tây Ban Nha | Palacio de los Deportes             | The Bright Sound                            | 3.962 / 3.962                 | $251.864     |
| 22 tháng 3 năm 2011  | Birmingham         | Anh         | Đấu trường LG                       | Martin and James                            | 9.339 / 9.339                 | $508.854     |
| 25 tháng 3 năm 2011  | Belfast            | Bắc Ireland | Đấu trường Odyssey                  | —                                           | 8.058 / 8.058                 | $379,001     |
| 27 tháng 3 năm 2011  | Dublin             | Ireland     | The O2                              | —                                           | 8.681 / 8.681                 | $419.806     |
| 29 tháng 3 năm 2011  | Manchester         | Anh         | Manchester Evening News Arena       | Martin and James                            | 10.488 / 11.622               | $580.558     |
| 30 tháng 3 năm 2011  | Luân Đôn           | Anh         | The O2 Arena                        | Martin and James                            | 15.265 / 15.681               | $891.152     |
| Bắc Mỹ               |                    |             |                                     |                                             |                               |              |
| 27 tháng 5 năm 2011  | Omaha              | Hoa Kỳ      | Trung tâm Qwest                     | Needtobreathe Frankie Ballard               | 26.992 / 26.992               | $1.717.104   |
| 28 tháng 5 năm 2011  | Omaha              | Hoa Kỳ      | Trung tâm Qwest                     | Needtobreathe Frankie Ballard               | 26.992 / 26.992               | $1.717.104   |
| 29 tháng 5 năm 2011  | Des Moines         | Hoa Kỳ      | Đấu trường Wells Fargo              | Needtobreathe Frankie Ballard               | 13.149 / 13.149               | $862.771     |
| 2 tháng 6 năm 2011   | Sunrise            | Hoa Kỳ      | Trung tâm BankAtlantic              | Needtobreathe Frankie Ballard               | 24.077 / 24.077               | $1.582.951   |
| 3 tháng 6 năm 2011   | Sunrise            | Hoa Kỳ      | Trung tâm BankAtlantic              | Needtobreathe Frankie Ballard               | 24.077 / 24.077               | $1.582.951   |
| 4 tháng 6 năm 2011   | Orlando            | Hoa Kỳ      | Trung tâm Amway                     | Needtobreathe Frankie Ballard               | 12.262 / 12.262               | $791.980     |
| 7 tháng 6 năm 2011   | Columbus           | Hoa Kỳ      | Đấu trường Nationwide               | Needtobreathe Frankie Ballard               | 14.817 / 14.817               | $955.259     |
| 8 tháng 6 năm 2011   | Milwaukee          | Hoa Kỳ      | Trung tâm Bradley                   | Needtobreathe Frankie Ballard               | 13.748 / 13.748               | $897.042     |
| 11 tháng 6 năm 2011  | Detroit            | Hoa Kỳ      | Ford Field                          | Needtobreathe Frankie Ballard Randy Montana | 47.992 / 47.992               | $3.453.549   |
| 14 tháng 6 năm 2011  | St. Paul           | Hoa Kỳ      | Trung tâm Xcel Energy               | Needtobreathe Randy Montana                 | 28.977 / 28.977               | $1.913.737   |
| 15 tháng 6 năm 2011  | St. Paul           | Hoa Kỳ      | Trung tâm Xcel Energy               | Needtobreathe Randy Montana                 | 28.977 / 28.977               | $1.913.737   |
| 18 tháng 6 năm 2011  | Pittsburgh         | Hoa Kỳ      | Heinz Field                         | Needtobreathe Randy Montana Danny Gokey     | 52.009 / 52.009               | $4.009.118   |
| 21 tháng 6 năm 2011  | Buffalo            | Hoa Kỳ      | Trung tâm First Niagara             | Needtobreathe Randy Montana                 | 14.487 / 14.487               | $966.749     |
| 22 tháng 6 năm 2011  | Hartford           | Hoa Kỳ      | Trung tâm XL                        | Needtobreathe Randy Montana                 | 12.436 / 12.436               | $810.165     |
| 25 tháng 6 năm 2011  | Foxborough         | Hoa Kỳ      | Sân vận động Gillette               | Needtobreathe Randy Montana James Wesley    | 110.800 / 110.800             | $8.026.350   |
| 26 tháng 6 năm 2011  | Foxborough         | Hoa Kỳ      | Sân vận động Gillette               | Needtobreathe Randy Montana James Wesley    | 110.800 / 110.800             | $8.026.350   |
| 30 tháng 6 năm 2011  | Greensboro         | Hoa Kỳ      | Greensboro Coliseum                 | Needtobreathe James Wesley                  | 14.789 / 14.789               | $990.701     |
| 1 tháng 7 năm 2011   | Knoxville          | Hoa Kỳ      | Đấu trường Thompson–Boling          | Needtobreathe James Wesley                  | 13.754 / 13.754               | $903.875     |
| 14 tháng 7 năm 2011  | Montreal           | Canada      | Trung tâm Bell                      | Needtobreathe Danny Gokey                   | 13.439 / 13.439               | $1.254.230   |
| 15 tháng 7 năm 2011  | Toronto            | Canada      | Trung tâm Air Canada                | Needtobreathe Danny Gokey                   | 30.144 / 30.144               | $3.036.000   |
| 16 tháng 7 năm 2011  | Toronto            | Canada      | Trung tâm Air Canada                | Needtobreathe Danny Gokey                   | 30.144 / 30.144               | $3.036.000   |
| 19 tháng 7 năm 2011  | Newark             | Hoa Kỳ      | Trung tâm Prudential                | Needtobreathe Danny Gokey                   | 51.487 / 51.487               | $3.875.463   |
| 20 tháng 7 năm 2011  | Newark             | Hoa Kỳ      | Trung tâm Prudential                | Needtobreathe Danny Gokey                   | 51.487 / 51.487               | $3.875.463   |
| 23 tháng 7 năm 2011  | Newark             | Hoa Kỳ      | Trung tâm Prudential                | Needtobreathe Danny Gokey                   | 51.487 / 51.487               | $3.875.463   |
| 24 tháng 7 năm 2011  | Newark             | Hoa Kỳ      | Trung tâm Prudential                | Needtobreathe Danny Gokey                   | 51.487 / 51.487               | $3.875.463   |
| 28 tháng 7 năm 2011  | Grand Rapids       | Hoa Kỳ      | Đấu trường Van Andel                | Needtobreathe Hunter Hayes                  | 11.012 / 11.012               | $724.854     |
| 29 tháng 7 năm 2011  | Indianapolis       | Hoa Kỳ      | Conseco Fieldhouse                  | Needtobreathe Hunter Hayes                  | 13.329 / 13.329               | $877.175     |
| 30 tháng 7 năm 2011  | Cleveland          | Hoa Kỳ      | Đấu trường Quicken Loans            | Needtobreathe Hunter Hayes                  | 14.873 / 14.873               | $976.954     |
| 2 tháng 8 năm 2011   | Washington, D.C.   | Hoa Kỳ      | Trung tâm Verizon                   | Needtobreathe Hunter Hayes                  | 29.303 / 29.303               | $2.068.789   |
| 3 tháng 8 năm 2011   | Washington, D.C.   | Hoa Kỳ      | Trung tâm Verizon                   | Needtobreathe Hunter Hayes                  | 29.303 / 29.303               | $2.068.789   |
| 6 tháng 8 năm 2011   | Philadelphia       | Hoa Kỳ      | Lincoln Financial Field             | Needtobreathe Hunter Hayes James Wesley     | 51.395 / 51.395               | $4.268.678   |
| 9 tháng 8 năm 2011   | Rosemont           | Hoa Kỳ      | Allstate Arena                      | Needtobreathe Hunter Hayes                  | 26.112 / 26.112               | $1.909.603   |
| 10 tháng 8 năm 2011  | Rosemont           | Hoa Kỳ      | Allstate Arena                      | Needtobreathe Hunter Hayes                  | 26.112 / 26.112               | $1.909.603   |
| 13 tháng 8 năm 2011  | St. Louis          | Hoa Kỳ      | Trung tâm Scottrade                 | Needtobreathe Hunter Hayes                  | 27.965 / 27.965               | $1.850.159   |
| 14 tháng 8 năm 2011  | St. Louis          | Hoa Kỳ      | Trung tâm Scottrade                 | Needtobreathe Hunter Hayes                  | 27.965 / 27.965               | $1.850.159   |
| 18 tháng 8 năm 2011  | Edmonton           | Canada      | Rexall Place                        | Needtobreathe James Wesley                  | 25.336 / 25.336               | $2.136.270   |
| 19 tháng 8 năm 2011  | Edmonton           | Canada      | Rexall Place                        | Needtobreathe James Wesley                  | 25.336 / 25.336               | $2.136.270   |
| 23 tháng 8 năm 2011  | Los Angeles        | Hoa Kỳ      | Trung tâm Staples                   | Needtobreathe James Wesley                  | 54.900 / 54.900               | $3.927.154   |
| 24 tháng 8 năm 2011  | Los Angeles        | Hoa Kỳ      | Trung tâm Staples                   | Needtobreathe James Wesley                  | 54.900 / 54.900               | $3.927.154   |
| 27 tháng 8 năm 2011  | Los Angeles        | Hoa Kỳ      | Trung tâm Staples                   | Needtobreathe James Wesley                  | 54.900 / 54.900               | $3.927.154   |
| 28 tháng 8 năm 2011  | Los Angeles        | Hoa Kỳ      | Trung tâm Staples                   | Needtobreathe James Wesley                  | 54.900 / 54.900               | $3.927.154   |
| 1 tháng 9 năm 2011   | San Jose           | Hoa Kỳ      | HP Pavilion                         | Needtobreathe James Wesley                  | 24.827 / 24.827               | $1.825.448   |
| 2 tháng 9 năm 2011   | San Jose           | Hoa Kỳ      | HP Pavilion                         | Needtobreathe James Wesley                  | 24.827 / 24.827               | $1.825.448   |
| 3 tháng 9 năm 2011   | Sacramento         | Hoa Kỳ      | Power Balance Pavilion              | Needtobreathe James Wesley                  | 12.432 / 12.432               | $934.326     |
| 6 tháng 9 năm 2011   | Portland           | Hoa Kỳ      | Đấu trường Rose Garden              | Needtobreathe James Wesley                  | 13.610 / 13.610               | $903.445     |
| 7 tháng 9 năm 2011   | Tacoma             | Hoa Kỳ      | Tacoma Dome                         | Needtobreathe James Wesley                  | 19.904 / 19.904               | $1.289.430   |
| 10 tháng 9 năm 2011  | Vancouver          | Canada      | Đấu trường Rogers                   | Needtobreathe James Wesley                  | 26.030 / 26.030               | $2.190.680   |
| 11 tháng 9 năm 2011  | Vancouver          | Canada      | Đấu trường Rogers                   | Needtobreathe James Wesley                  | 26.030 / 26.030               | $2.190.680   |
| 16 tháng 9 năm 2011  | Nashville          | Hoa Kỳ      | Đấu trường Bridgestone              | Needtobreathe Charlie Worsham               | 28.178 / 28.178               | $1.841.134   |
| 17 tháng 9 năm 2011  | Nashville          | Hoa Kỳ      | Đấu trường Bridgestone              | Needtobreathe Charlie Worsham               | 28.178 / 28.178               | $1.841.134   |
| 20 tháng 9 năm 2011  | Thành phố Bossier  | Hoa Kỳ      | Trung tâm CenturyLink               | Needtobreathe Charlie Worsham               | 11.510 / 11.510               | $728.546     |
| 21 tháng 9 năm 2011  | Tulsa              | Hoa Kỳ      | Trung tâm BOK                       | Needtobreathe Charlie Worsham               | 12.546 / 12.546               | $907.573     |
| 24 tháng 9 năm 2011  | Thành phố Kansas   | Hoa Kỳ      | Sân vận động Arrowhead              | Needtobreathe Charlie Worsham               | 48.562 / 48.562               | $3.148.046   |
| 27 tháng 9 năm 2011  | Denver             | Hoa Kỳ      | Trung tâm Pepsi                     | Needtobreathe Charlie Worsham               | 12.908 / 12.908               | $834.916     |
| 28 tháng 9 năm 2011  | Salt Lake City     | Hoa Kỳ      | Đấu trường EnergySolutions          | Needtobreathe Charlie Worsham               | 13.720 / 13.720               | $896.946     |
| 1 tháng 10 năm 2011  | Atlanta            | Hoa Kỳ      | Philips Arena                       | Needtobreathe James Wesley                  | 26.244 / 26.244               | $1.726.661   |
| 2 tháng 10 năm 2011  | Atlanta            | Hoa Kỳ      | Philips Arena                       | Needtobreathe James Wesley                  | 26.244 / 26.244               | $1.726.661   |
| 4 tháng 10 năm 2011  | North Little Rock  | Hoa Kỳ      | Đấu trường Verizon                  | Needtobreathe Charlie Worsham               | 13.566 / 13.566               | $856.123     |
| 5 tháng 10 năm 2011  | New Orleans        | Hoa Kỳ      | Đấu trường New Orleans              | Needtobreathe Charlie Worsham               | 12.943 / 12.943               | $830.289     |
| 8 tháng 10 năm 2011  | Arlington          | Hoa Kỳ      | Sân vận động Cowboys                | Needtobreathe James Wesley Charlie Worsham  | 55.451 / 55.451               | $4.337.062   |
| 11 tháng 10 năm 2011 | Louisville         | Hoa Kỳ      | Trung tâm KFC Yum!                  | Needtobreathe James Wesley                  | 14.848 / 14.848               | $1.003.828   |
| 14 tháng 10 năm 2011 | Lubbock            | Hoa Kỳ      | Đấu trường United Spirit            | Needtobreathe David Nail                    | 10.419 / 10.419               | $710.426     |
| 15 tháng 10 năm 2011 | Oklahoma City      | Hoa Kỳ      | Đấu trường Chesapeake Energy        | Needtobreathe David Nail                    | 11.592 / 11.592               | $758.364     |
| 20 tháng 10 năm 2011 | San Diego          | Hoa Kỳ      | Trung tâm Valley View Casino        | Needtobreathe David Nail                    | 10.834 / 10.834               | $792.634     |
| 21 tháng 10 năm 2011 | Glendale           | Hoa Kỳ      | Đấu trường Jobing.com               | Needtobreathe David Nail                    | 27.029 / 27.029               | $1.826.025   |
| 22 tháng 10 năm 2011 | Glendale           | Hoa Kỳ      | Đấu trường Jobing.com               | Needtobreathe David Nail                    | 27.029 / 27.029               | $1.826.025   |
| 25 tháng 10 năm 2011 | San Antonio        | Hoa Kỳ      | Trung tâm AT&T                      | Needtobreathe David Nail                    | 13.851 / 13.851               | $901.535     |
| 26 tháng 10 năm 2011 | Austin             | Hoa Kỳ      | Trung tâm Frank Erwin               | Needtobreathe David Nail                    | 11.999 / 11.999               | $752.078     |
| 29 tháng 10 năm 2011 | Lexington          | Hoa Kỳ      | Đấu trường Rupp                     | Needtobreathe David Nail                    | 16.237 / 16.237               | $1.041.935   |
| 30 tháng 10 năm 2011 | Memphis            | Hoa Kỳ      | FedExForum                          | Needtobreathe David Nail                    | 12.604 / 12.604               | $820.036     |
| 5 tháng 11 năm 2011  | Houston            | Hoa Kỳ      | Minute Maid Park                    | Needtobreathe David Nail Adam Brand         | 42.095 / 42.095               | $3.435.756   |
| 11 tháng 11 năm 2011 | Jacksonville       | Hoa Kỳ      | Đấu trường Veterans Memorial        | Needtobreathe Adam Brand                    | 11.785 / 11.785               | $749,099     |
| 12 tháng 11 năm 2011 | Tampa              | Hoa Kỳ      | St. Pete Times Forum                | Needtobreathe Adam Brand                    | 13.695 / 13.695               | $914,300     |
| 13 tháng 11 năm 2011 | Miami              | Hoa Kỳ      | Đấu trường American Airlines        | Needtobreathe Adam Brand                    | 12.153 / 12.153               | $786.904     |
| 16 tháng 11 năm 2011 | Charlotte          | Hoa Kỳ      | Đấu trường Time Warner Cable        | Needtobreathe Danny Gokey                   | 14.272 / 14.272               | $920.903     |
| 17 tháng 11 năm 2011 | Raleigh            | Hoa Kỳ      | Trung tâm RBC                       | Needtobreathe Adam Brand                    | 13.567 / 13.567               | $866.056     |
| 18 tháng 11 năm 2011 | Columbia           | Hoa Kỳ      | Đấu trường Colonial Life            | Needtobreathe Adam Brand                    | 12.807 / 12.807               | $828.231     |
| 21 tháng 11 năm 2011 | Thành phố New York | Hoa Kỳ      | Madison Square Garden               | Needtobreathe David Nail Adam Brand         | 26.652 / 26.652               | $1.988.411   |
| 22 tháng 11 năm 2011 | Thành phố New York | Hoa Kỳ      | Madison Square Garden               | Needtobreathe David Nail Adam Brand         | 26.652 / 26.652               | $1.988.411   |
| Châu Đại Dương       |                    |             |                                     |                                             |                               |              |
| 2 tháng 3 năm 2012   | Perth              | Úc          | Burswood Dome                       | Hot Chelle Rae                              | 15.142 / 15.142               | $1.878.530   |
| 4 tháng 3 năm 2012   | Adelaide           | Úc          | Trung tâm Giải trí Adelaide         | Hot Chelle Rae                              | 8.589 / 8.589                 | $1.075.370   |
| 6 tháng 3 năm 2012   | Brisbane           | Úc          | Trung tâm Giải trí Brisbane         | Hot Chelle Rae                              | 19.870 / 19.870               | $2.416.030   |
| 7 tháng 3 năm 2012   | Brisbane           | Úc          | Trung tâm Giải trí Brisbane         | Hot Chelle Rae                              | 19.870 / 19.870               | $2.416.030   |
| 9 tháng 3 năm 2012   | Sydney             | Úc          | Allphones Arena                     | Hot Chelle Rae                              | 27.900 / 27.900               | $3.420.360   |
| 10 tháng 3 năm 2012  | Sydney             | Úc          | Allphones Arena                     | Hot Chelle Rae                              | 27.900 / 27.900               | $3.420.360   |
| 12 tháng 3 năm 2012  | Melbourne          | Úc          | Rod Laver Arena                     | Hot Chelle Rae                              | 33.793 / 33.793               | $4.151.650   |
| 13 tháng 3 năm 2012  | Melbourne          | Úc          | Rod Laver Arena                     | Hot Chelle Rae                              | 33.793 / 33.793               | $4.151.650   |
| 14 tháng 3 năm 2012  | Melbourne          | Úc          | Rod Laver Arena                     | Hot Chelle Rae                              | 33.793 / 33.793               | $4.151.650   |
| 16 tháng 3 năm 2012  | Auckland           | New Zealand | Vector Arena                        | Hot Chelle Rae                              | 32.585 / 32.585               | $2.888.560   |
| 17 tháng 3 năm 2012  | Auckland           | New Zealand | Vector Arena                        | Hot Chelle Rae                              | 32.585 / 32.585               | $2.888.560   |
| 18 tháng 3 năm 2012  | Auckland           | New Zealand | Vector Arena                        | Hot Chelle Rae                              | 32.585 / 32.585               | $2.888.560   |
| Tổng cộng            | Tổng cộng          | Tổng cộng   | Tổng cộng                           | Tổng cộng                                   | 1.645.945 / 1.647.495 (99.9%) | $123.691.409 |

## Buổi diễn bị hủy
| Ngày                | Thành phố | Quốc gia | Địa điểm     | Lý do               |
| ------------------- | --------- | -------- | ------------ | ------------------- |
| 14 tháng 3 năm 2011 | Munich    | Đức      | Olympiahalle | Xung đột lịch trình |

### Chú giải
1. ↑  Buổi diễn ngày 1 tháng 10 năm 2011 tại Atlanta theo thông báo ban đầu sẽ diễn ra vào ngày 9 tháng 7 năm 2011 nhưng đã bị hoãn lại do căn bệnh viêm cuống phổi của Swift.[156]
2. ↑  Buổi diễn ngày 2 tháng 10 năm 2011 tại Atlanta theo thông báo ban đầu sẽ diễn ra vào ngày 10 tháng 7 năm 2011 nhưng đã bị hoãn lại do căn bệnh viêm cuống phổi của Swift.[156]
3. ↑  Buổi diễn tại Louisville theo thông báo ban đầu sẽ diễn ra vào ngày 2 tháng 7 năm 2011 nhưng đã bị hoãn đến ngày 11 tháng 10 năm 2011 do căn bệnh viêm cuống phổi của Swift.[157]
4. ↑  Buổi diễn tại Lexington theo thông báo ban đầu sẽ diễn ra vào ngày 13 tháng 8 năm 2011[158] nhưng đã được dời đến ngày 29 tháng 10 năm 2011[159] sau khi Swift tăng cường thêm một đêm diễn nữa tại St. Louis.[15]
5. ↑  Buổi diễn ngày 16 tháng 11 năm 2011 tại Charlotte theo thông báo ban đầu sẽ diễn ra vào ngày 8 tháng 7 năm 2011 nhưng đã bị hoãn lại do căn bệnh viêm cuống phổi của Swift.[156]
6. 1 2  Các đêm diễn tại thành phố New York theo thông báo ban đầu sẽ diễn ra vào ngày 19 và 20 tháng 7 năm 2011[158] nhưng sau khi Swift lên lịch lại vào tháng 1 năm 2011, hai đêm diễn trên trở thành ngày diễn tại Trung tâm Prudential, Newark.[16] Mãi cho đến tháng 3 cùng năm, nữ ca sĩ mới thêm lại hai đêm diễn này cho khán giả New York.[18]